# Kalktuemos
Didymodon (Kalktuemos) er en slægt af mosser med omkring 95 arter, der er udbredt i tempererede egne og bjergområder.
Arterne i denne slægt vokser i tætte tuer på kalkholdig bund. Bladene er lancetformet tilspidsede og i tørt vejr indbøjede mod stænglen. Bladranden er ofte tilbagebøjet. Sporehuset er opret, med et peristom af en enkel krans af tænder, som er dybt kløvede.
Navnet Didymodon betyder med 'dobbelte tænder' og hentyder til de kløvede tænder i peristomet (af græsk didymos 'dobbelt' og odous 'tand')
.

## Danske arter
I Danmark findes følgende otte arter
- Bølget kalktuemos Didymodon sinuosus
- Papilløs kalktuemos Didymodon tophaceus
- Pomeranskalktuemos Didymodon spadiceus
- Rødgul kalktuemos Didymodon vinealis
- Rømøkalktuemos Didymodon trifarius
- Rustbrun kalktuemos Didymodon ferrugineus
- Stiv kalktuemos Didymodon rigidulus
- Variabel kalktuemos Didymodon fallax